# Platja de San Lorenzo
La platja de San Lorenzo està situada en ple centre de Gijón.
Amb una longitud de 1550 metres i forma de petxina, és una de les platges més emblemàtiques del Principat d'Astúries. Es perllonga des de l'escala 0 ("La Cantàbrica"), situada després de l'Església de Sant Pere, fins a l'escala número 16 (zona popularment coneguda com "el Tostaderu"), en la desembocadura del riu Piles. No obstant això s'estén una zona rocosa durant tres-cents metres més fins al "Mayán de Tierra", arribant a aconseguir una longitud total d'uns 1,8 km. Paral·lela a ella discorre el Passeig del Muro de San Lorenzo, que continua cap a l'Est més enllà de la pròpia platja amb la coneguda senda costanera del Cervigón, un recorregut marítim de més de 2 quilòmetres que ens apropa altres platges com la del Rinconín o la de Peñarrubia.

## Característiques i condicions de bany
Es caracteritza per una sorra fina i daurada, i per unes aigües de bona qualitat. L'onatge és moderat/fort i es distingeixen 3 zones de bany diferenciades i vigilades per socorristes: Escalerona (escala 4), Centre (escales 7-8) i Piles (escala 12). Normalment la zona de la Escalerona és la que presenta millors condicions d'onatge per al bany.
La gran amplitud de les marees que es dona en aquesta platja condiciona molt la seva amplària.

## Serveis
La seva alta ocupació i la seva ubicació en ple centre urbà garanteixen tota mena de serveis: Dutxes, lavapeus, lloguer d'hamaques, guarda-roba, taquilles, lavabos, fonts d'aigua, etc.
Compta amb servei de salvament. Des de principis de maig presta vigilància caps de setmana i festius; des de l'1 de juny fins al 30 de setembre de forma permanent en horari de 10:00 a 21:00 hores. La central de salvament es troba instal·lada en l'escala número 12 i compta amb servei de megafonia i informació, emetent parts meteorològics i de l'estat de la mar cada hora. Al mateix edifici de serveis es troba una seu de la Policia Local.
També hi ha una Oficina de Turisme a l'altura de l'escala 4.

## Esports
La platja està preparada pel volley-platja, amb dues pistes en l'escala 15, i el futbol platja, que es practica a l'altura de l'escala 4 (coneguda popularment com La Escalerona) quan la marea ho permet. Altres esports marítims com el surf, caiac de mar o windsurf també tenen lloc a la Platja de San Lorenzo.

## Reconeixements
En l'estiu de l'any 2010 es va hissar per primera vegada la bandera "Ecoplayas" que va ser aconseguida de nou per a la temporada 2011. També per a l'any 2011 s'ha aconseguit el reconeixement "Q" de Qualitat Turística.

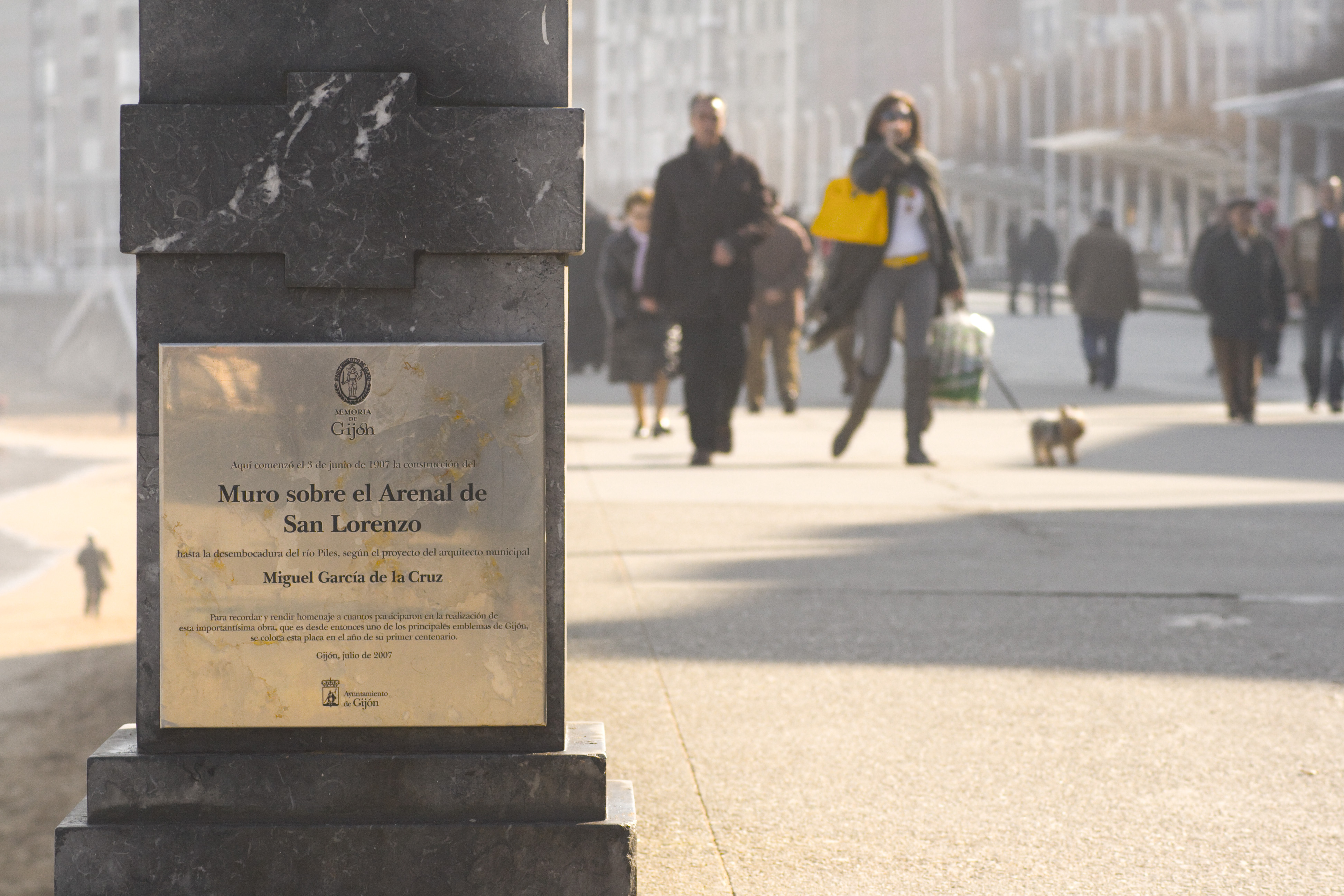
Placa instal·lada en 2007 amb motiu dels 100 anys de la construcció del passeig.